# 瀬田 (世田谷区・川崎市)
- 日本 > 東京都 > 世田谷区 > 玉川地域 > 瀬田
- 日本 > 神奈川県 > 川崎市 > 高津区 > 瀬田

瀬田（せた）は、東京都世田谷区の町名または神奈川県川崎市高津区の町名。両町丁は多摩川を挟んだ両岸に位置する。

## 瀬田 (世田谷区)
瀬田（せた、英語: Seta）は、東京都世田谷区の町名。玉川地域に属する。
昭和30年代の住居表示実施前の玉川瀬田町に当たる地域がほぼ含まれている。南部は、街として二子玉川と呼称される地域の一部に当たる。北部は環八通りに面す。

### 地理
国分寺崖線沿いにあり、崖線の上からは多摩川や富士山まで見渡せる場所がある。丸子川沿いなどに自然が程よく残されている閑静な地域である。戦前より多摩川や富士山を見晴らす景勝地の一つとして知られ、玉川遊園などの園地が設けられていた。
内閣総理大臣を務めた大平正芳や森喜朗が私邸を構えたほか、現在でも多くの政財界人等が暮らすなど、高級住宅街として知られている。用賀・玉川台・砧公園・岡本・玉川・上野毛と隣接する。

### 地価
住宅地の地価は、2025年（令和7年）1月1日の公示地価によれば、瀬田1-8-14の地点で82万円/m²、瀬田4-35-9の地点で73万6000円/m²となっている。

### 住居表示実施前後の町名の変遷
| 実施後     | 実施年月日   | 実施前（各町名ともその一部）                  |
| ---------- | ------------ | --------------------------------------------- |
| 瀬田一丁目 | 1971年9月1日 | 玉川瀬田町の一部                              |
| 瀬田二丁目 | 1971年9月1日 | 玉川瀬田町の一部                              |
| 瀬田三丁目 | 1971年9月1日 | 玉川瀬田町、玉川上野毛町、玉川用賀町1の各一部 |
| 瀬田四丁目 | 1971年9月1日 | 玉川瀬田町、岡本町の各一部                    |
| 瀬田五丁目 | 1971年9月1日 | 玉川瀬田町、岡本町の各一部                    |

### 世帯数と人口
2025年（令和7年）7月1日現在（世田谷区発表）の世帯数と人口は以下の通りである。
| 丁目       | 世帯数    | 人口     |
| ---------- | --------- | -------- |
| 瀬田一丁目 | 1,250世帯 | 2,762人  |
| 瀬田二丁目 | 1,770世帯 | 3,479人  |
| 瀬田三丁目 | 1,236世帯 | 2,291人  |
| 瀬田四丁目 | 1,787世帯 | 3,682人  |
| 瀬田五丁目 | 1,544世帯 | 3,383人  |
| 計         | 7,587世帯 | 15,597人 |

#### 人口の変遷
国勢調査による人口の推移。
| 年                 | 人口   |
| ------------------ | ------ |
| 1995年（平成7年）  | 10,810 |
| 2000年（平成12年） | 12,083 |
| 2005年（平成17年） | 12,612 |
| 2010年（平成22年） | 13,752 |
| 2015年（平成27年） | 14,525 |
| 2020年（令和2年）  | 15,632 |

#### 世帯数の変遷
国勢調査による世帯数の推移。
| 年                 | 世帯数 |
| ------------------ | ------ |
| 1995年（平成7年）  | 4,572  |
| 2000年（平成12年） | 5,342  |
| 2005年（平成17年） | 5,657  |
| 2010年（平成22年） | 6,182  |
| 2015年（平成27年） | 6,590  |
| 2020年（令和2年）  | 7,077  |

### 学区
区立小・中学校に通う場合、学区は以下の通りとなる（2024年8月現在）。
| 丁目       | 番地                  | 小学校                   | 中学校               |
| ---------- | --------------------- | ------------------------ | -------------------- |
| 瀬田一丁目 | 全域                  | 世田谷区立瀬田小学校     | 世田谷区立瀬田中学校 |
| 瀬田二丁目 | 全域                  | 世田谷区立瀬田小学校     | 世田谷区立瀬田中学校 |
| 瀬田三丁目 | 全域                  | 世田谷区立瀬田小学校     | 世田谷区立瀬田中学校 |
| 瀬田四丁目 | 1～14番 16番 36～41番 | 世田谷区立二子玉川小学校 | 世田谷区立瀬田中学校 |
| 瀬田四丁目 | 15番 17〜35番         | 世田谷区立瀬田小学校     | 世田谷区立瀬田中学校 |
| 瀬田五丁目 | 全域                  | 世田谷区立瀬田小学校     | 世田谷区立瀬田中学校 |

### 交通

#### 道路
瀬田交差点は、環八通りと国道246号と都道427号の交点である。また、東名高速道路東京ICと首都高速3号線用賀出入口は瀬田、砧公園、玉川台、上用賀の境界に存在する。

#### 鉄道
おおむね国道246号に沿って東急田園都市線が通過しているが、駅はない。1969年（昭和44年）まで通っていた東急玉川線には、瀬田停留所が設置されていた。

#### 路線バス
以下の路線を利用することができる。すべて東急バスによる運行である。
- 園01 田園調布駅～千歳船橋
- 玉12 駒沢大学駅～二子玉川駅・高津営業所
- 玉21 二子玉川駅～東京医療センター
- 玉30 二子玉川駅～玉川病院
- 玉31 二子玉川駅〜成城学園前駅

このほか瀬田営業所からの出入庫便が多数設定されている。

### 事業所
2021年（令和3年）現在の経済センサス調査による事業所数と従業員数は以下の通りである。
| 丁目       | 事業所数  | 従業員数 |
| ---------- | --------- | -------- |
| 瀬田一丁目 | 58事業所  | 451人    |
| 瀬田二丁目 | 77事業所  | 608人    |
| 瀬田三丁目 | 51事業所  | 297人    |
| 瀬田四丁目 | 81事業所  | 1,448人  |
| 瀬田五丁目 | 46事業所  | 507人    |
| 計         | 313事業所 | 3,311人  |

#### 事業者数の変遷
経済センサスによる事業所数の推移。
| 年                 | 事業者数 |
| ------------------ | -------- |
| 2016年（平成28年） | 251      |
| 2021年（令和3年）  | 313      |

#### 従業員数の変遷
経済センサスによる従業員数の推移。
| 年                 | 従業員数 |
| ------------------ | -------- |
| 2016年（平成28年） | 2,989    |
| 2021年（令和3年）  | 3,311    |

### 施設

#### 公共
- 警視庁玉川警察署瀬田交番
- 世田谷区立瀬田地区会館

#### 医療
- 玉川病院

#### 教育
- 世田谷区立瀬田小学校
- 世田谷区立瀬田中学校
- セント・メリーズ・インターナショナル・スクール
- 聖アントニオ神学院

#### 文化
- 旧小坂家住宅

#### 寺社・教会
- 真言宗智山派玉眞院（玉川大師）
- 真言宗智山派慈眼寺
- 真言宗豊山派大空閣寺
- 浄土宗行善寺
- 浄土宗法徳寺
- 日蓮宗玉川寺（久遠寺関東別院）
- 日蓮宗敬親玉川教会（両親閣東京別院）
- 瀬田玉川神社
- フランシスコ会カトリック瀬田教会
- マリアの宣教者フランシスコ修道会瀬田修道院
- 日本バプテスト連盟東京第一教会

#### 現存しない施設
- 参議院速記者養成所：瀬田四丁目5番。2007年（平成19年）1月廃止。
- 瀬田温泉（山河の湯）：瀬田四丁目15番で営業していた天然温泉の日帰り入浴施設。1997年（平成9年）に開業し、2013年（平成25年）に閉業した。薄いコーラ色の湯で、弱アルカリ性のナトリウム塩化物温泉であった。二子玉川駅方面から蒸気機関車を模した外観のシャトルバスが運行していた。水戸徳川家の屋敷跡の四千坪に及ぶ敷地は国分寺崖線上にあり、多摩川の眺めや緑を満喫できた。また、都内で富士山が見える唯一の露天風呂であった。
  - その後改装を経て2016年に「Aqua sports＆spa」としてリニューアルオープン、この際旧源泉は廃湯とされ、新たな源泉(ナトリウム－塩化物･炭酸水素塩温泉、37.6℃、pH：8.1)を掘削し供用を開始した[14]。

## 瀬田 (川崎市高津区)
瀬田（せた、英語: Seta）は、神奈川県川崎市高津区の町名。
二子橋（旧大山街道）の右岸側に位置し（二子橋右岸はかつては瀬田の一部であったが、1997年（平成9年）に二子一丁目となった）、すぐ側に東急田園都市線二子新地駅がある。多摩川堤防に近接するが、瀬田一帯は周囲より一段低くなっている。現在は、多摩川河川敷および多摩川沿いの閑静な住宅街になっている。二子・諏訪の各地域が隣接している。

## 世帯数と人口
2025年（令和7年）6月30日現在（川崎市発表）の世帯数と人口は以下の通りである。
| 大字 | 世帯数  | 人口  |
| ---- | ------- | ----- |
| 瀬田 | 519世帯 | 783人 |

### 人口の変遷
国勢調査による人口の推移。
| 年                 | 人口 |
| ------------------ | ---- |
| 1995年（平成7年）  | 750  |
| 2000年（平成12年） | 770  |
| 2005年（平成17年） | 875  |
| 2010年（平成22年） | 897  |
| 2015年（平成27年） | 924  |
| 2020年（令和2年）  | 893  |

### 世帯数の変遷
国勢調査による世帯数の推移。
| 年                 | 世帯数 |
| ------------------ | ------ |
| 1995年（平成7年）  | 425    |
| 2000年（平成12年） | 462    |
| 2005年（平成17年） | 529    |
| 2010年（平成22年） | 557    |
| 2015年（平成27年） | 568    |
| 2020年（令和2年）  | 566    |

### 学区
市立小・中学校に通う場合、学区は以下の通りとなる（2024年3月時点）。
| 番・番地等 | 小学校               | 中学校             |
| ---------- | -------------------- | ------------------ |
| 全域       | 川崎市立東高津小学校 | 川崎市立高津中学校 |

## 事業所
2021年（令和3年）現在の経済センサス調査による事業所数と従業員数は以下の通りである。
| 大字 | 事業所数 | 従業員数 |
| ---- | -------- | -------- |
| 瀬田 | 13事業所 | 29人     |

### 事業者数の変遷
経済センサスによる事業所数の推移。
| 年                 | 事業者数 |
| ------------------ | -------- |
| 2016年（平成28年） | 10       |
| 2021年（令和3年）  | 13       |

### 従業員数の変遷
経済センサスによる従業員数の推移。
| 年                 | 従業員数 |
| ------------------ | -------- |
| 2016年（平成28年） | 19       |
| 2021年（令和3年）  | 29       |

### 交通

#### 鉄道
- 二子新地駅

#### 道路
- 多摩沿線道路
- 大山街道

## 歴史
かつて多摩川は頻繁に洪水を起こし、流路も度々変わっていたため、村が多摩川で分断されることが度々あり、ここ瀬田も多摩川により分断されていた。
かつては全域が武蔵国荏原郡に属していたが、1912年（明治45年）に郡境が多摩川上に設定され、以降右岸地域は橘樹郡（後に川崎市）に属すこととなり、以降現在まで両岸に地名が残っている。

### 明治以降の行政区画
- 1878年（明治11年）
  - 東京府荏原郡瀬田村。
- 1889年（明治22年）
  - 近隣各村と合併し、東京府荏原郡玉川村大字瀬田になる。
- 1912年（明治45年）
  - 多摩川右岸地域が神奈川県橘樹郡へ移管され高津村に編入。

左岸地域
- 1932年（昭和7年）
  - 東京市に編入、東京市世田谷区になる。
  - 六郷用水（現在の丸子川）を境に北側が玉川瀬田町、南側が玉川町になる。なお、玉川町には旧玉川村大字諏訪河原字向河原（1912年（明治45年）に神奈川県橘樹郡高津村より編入）が含まれた。
- 1943年（昭和18年）
  - 東京都制施行、東京都世田谷区玉川瀬田町、玉川町になる。
- 1968年  (昭和43年)
  - 玉川町が鎌田町、岡本町各町域と境界変更を行い、大蔵町飛地を編入し、東部（旧高津村大字諏訪河原の一部）を残した上で住居表示を実施（その残った地域は数年後の住居表示実施時に上野毛となる）。玉川一丁目～四丁目が設置される。
- 1971年（昭和46年）
  - 玉川瀬田町の一部が玉川台に編入される。
  - 玉川瀬田町が岡本町の一部（元・字下山）を編入し、東名高速道路以北を砧公園と大蔵一丁目に編入するなど隣接各町域と町域整理を行った上で住居表示を実施。瀬田一丁目 - 五丁目が設置される。

右岸地域
- 1927年（昭和3年）
  - 町制施行、神奈川県橘樹郡高津町大字瀬田になる。
- 1937年（昭和12年）
  - 川崎市に編入、神奈川県川崎市大字瀬田になる。
- 1972年（昭和47年）
  - 政令指定に伴い行政区が設置され、神奈川県川崎市高津区大字瀬田になる。
- 1994年（平成6年）11月14日
  - 住居表示実施（大字を廃し町を設置）。このとき二子との町境を一部変更している。街区番号は1～12番が設定され、河川敷には街区番号が設定されていない。

### 多摩川両岸に点在する同地名
多摩川を挟んで同じ地名があるのは、もともとこれらの一帯が同じ村域であったこと名残りである。多摩川の氾濫等で流路は頻繁に変わったが、川を挟んだ両岸が一つの村であり、渡し舟等で往来した。このような事例は他に、高津区下野毛（旧荏原郡下野毛村の大部分が移管）、等々力（世田谷区等々力と川崎市中原区等々力）、宇奈根（世田谷区と川崎市高津区）、押立（町）（府中市と稲城市）などにも見られる。
なお、かつて橘樹郡から荏原郡・北多摩郡に移管した地域は全て他の町域に編入されるなどしており、現在は地名が残っていない。その例として以下のものが挙げられる。
- 橘樹郡稲田村大字宿河原→狛江村大字宿河原（→狛江市駒井町の一部）
- 橘樹郡高津村大字諏訪河原→北多摩郡砧村大字諏訪（→世田谷区諏訪町→世田谷区鎌田町→世田谷区鎌田）
- 橘樹郡高津村大字諏訪河原→荏原郡玉川村大字諏訪河原（→世田谷区玉川町→世田谷区玉川・上野毛）（明治以降の行政区画にて既述）

## その他

### 日本郵便
- 集配担当する郵便局と郵便番号は以下の通りである[28]

| 都県市区             | 郵便番号 | 郵便局     |
| -------------------- | -------- | ---------- |
| 東京都世田谷区       | 158-0095 | 玉川郵便局 |
| 神奈川県川崎市高津区 | 213-0003 | 高津郵便局 |

### 警察
町内の警察の管轄区域は以下の通りである。
| 市区         | 丁目       | 番・番地等 | 警察署     | 交番・駐在所     |
| ------------ | ---------- | ---------- | ---------- | ---------------- |
| 世田谷区     | 瀬田一丁目 | 全域       | 玉川警察署 | 瀬田交番         |
| 世田谷区     | 瀬田二丁目 | 全域       | 玉川警察署 | 瀬田交番         |
| 世田谷区     | 瀬田三丁目 | 全域       | 玉川警察署 | 瀬田交番         |
| 世田谷区     | 瀬田四丁目 | 全域       | 玉川警察署 | 瀬田交番         |
| 世田谷区     | 瀬田五丁目 | 全域       | 玉川警察署 | 瀬田交番         |
| 川崎市高津区 | 瀬田       | 全域       | 高津警察署 | 二子新地駅前交番 |

## 関連文献
- 「瀬田村」『新編武蔵風土記稿』 巻ノ49荏原郡ノ11、内務省地理局、1884年6月。NDLJP:763982/16。